# Doggystyle (Album)
Doggystyle ist das Debütalbum des US-amerikanischen Gangsta-Rappers Snoop Doggy Dogg. Es erschien am 23. November 1993 über das US-amerikanische Label Death Row Records. Das Album gilt heute als Klassiker und belegte Platz eins der Billboard 200, und der Rolling Stone führt es auf Platz 14 der „100 besten Alben der neunziger Jahre“.
Der Albumtitel ist ein Wortspiel aus dem Künstlernamen „Snoop Doggy Dogg“ und einer Sexstellung, im Deutschen bekannt als Hündchenstellung. Das Album zählt zum frühen G-Funk und Westcoast-Hip-Hop der damals immer stärker werdenden Rapszene und war der Durchbruch für den Rapper Snoop Doggy Dogg, der seinen Künstlernamen später in Snoop Dogg änderte, da die Namensrechte für „Snoop Doggy Dogg“ bei Death Row Records liegen.

## Hintergrund

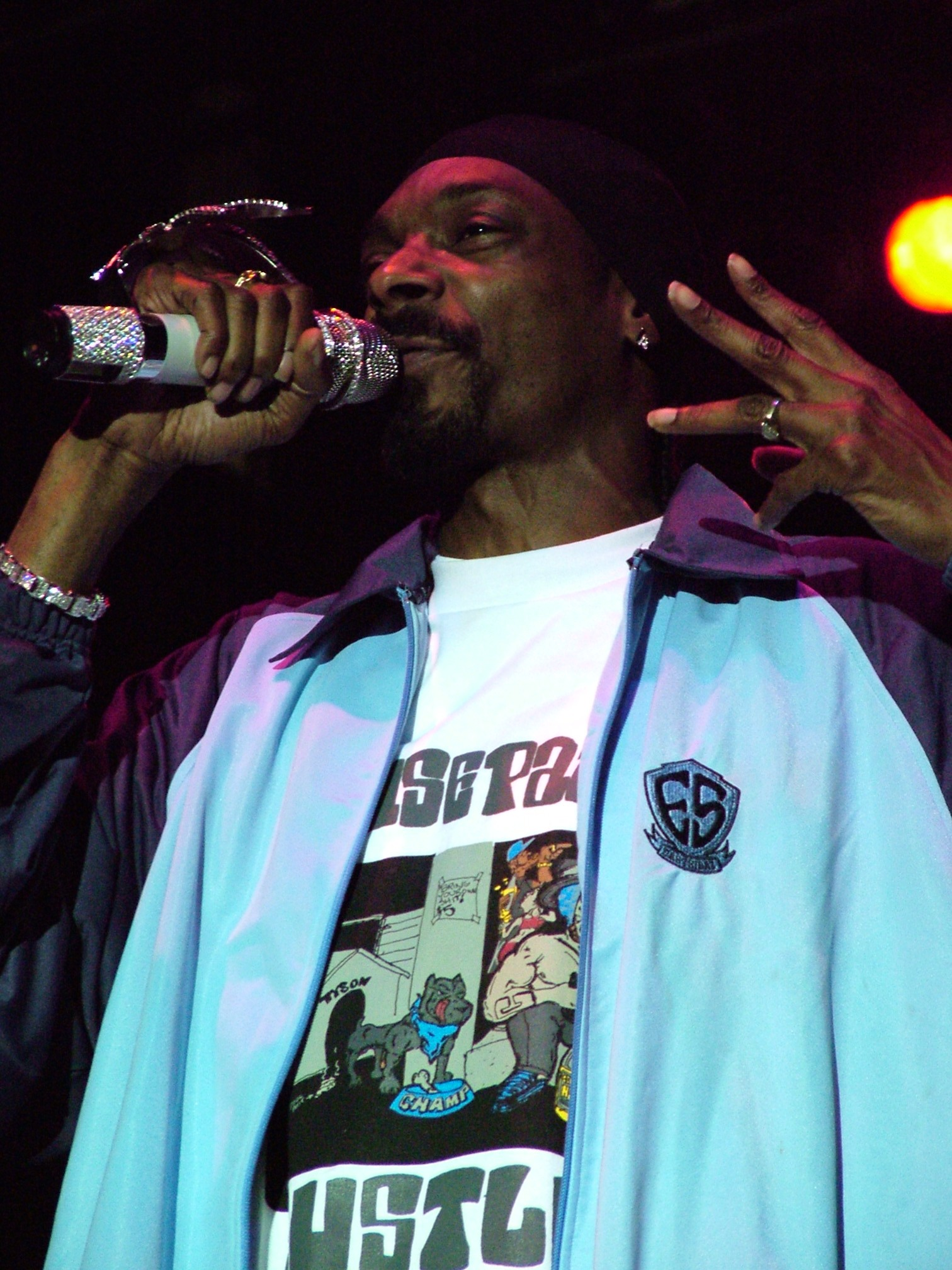
Snoop Dogg (2006)

Maßgeblich beteiligt am Erfolg des Albums war Ex-N.W.A-Mitglied Dr. Dre, auf dessen Album The Chronic Snoop Dogg ein Jahr zuvor mehrere Gastauftritte hatte. Da sich Dre zu der Zeit im Streit mit seinem ehemaligen Kollegen Eazy-E befand, finden sich auf dem Album auch mehrere Seitenhiebe gegen diesen. Während der Promo-Phase des Albums musste sich Snoop Dogg vor Gericht wegen Beihilfe zum Mord verantworten. Die Anklage wurde 1996 aufgrund fehlender Beweise fallengelassen, was neben einer geplanten Tour auch die Albumproduktion an seinem Nachfolger-Album Tha Doggfather verzögerte.

## Produktion
Das Album wurde Anfang 1993 in den Death-Row-Records-Studios in Long Beach aufgenommen. Als Features wurden die beiden Hip-Hop-Gruppen 213 und Tha Dogg Pound ausgewählt. 213 nahm den Track Ain’t no Fun auf, der eigentlich für das Debütalbum Nate Doggs geplant war. Mit Tha Dogg Pound nahm Snoop Doggy Dogg die Tracks Serial Killa, For All My Niggaz and My Bitches und die Single Doggy Dogg World auf. Ersteres enthielt zudem auch ein Feature von RBX, während zweiteres in Zusammenarbeit mit The Lady of Rage entstand. Weitere Features haben The Lady of Rage auf G-Funk Intro und Mr. Malik aka Lil' Hershey Loc auf Pump Pump. Das Album entstand innerhalb eines Jahres und zeichnet sich durch meist langsame, basslastige Musik aus, die der von Dr. Dre eingeführten Musikrichtung G-Funk zugeschrieben sind. Eine Ausnahme bildet z. B. das Lied Gz and Hustlaz, das 100 bpm hat.

## Texte
Die Texte des Albums wurden von Jugendschutzvereinen kritisiert, zumal Snoop Dogg seine Texte als teilweise real bezeichnet, wie beispielsweise die Zeile chill and feel the motherfucking realism. Die Texte behandeln überwiegend das Leben eines Gangsters, Drogen und Sex. Ausnahmen sind Tracks wie Murder Was the Case, der Snoop Doggs Verurteilung thematisiert.
Das Album zeichnet sich vor allem durch Snoop Doggs Reimtechnik und -struktur sowie seinem Flow aus. Stephen Erlewine von Allmusic bezeichnete Snoop Dogg als einen der besten Sprachakrobaten im Hip-Hop und lobte dessen Mehrfachreime und Reimstrukturen, die ansonsten nur Nas gelängen. Christopher John Farley von der New York Times lobte Snoop Doggs lässigen Flow, der sich perfekt den langsamen, basslastigen Beats von Dr. Dre anpasse, sowie seinen gekonnten Wechsel zwischen ruhiger und aggressiver Stimmlage.

## Einfluss

### Hip-Hop-Kultur
Kritiker vermuteten, dass Snoop Dogg mit seinen Texten über Gewalt, Sex und Frauenfeindlichkeit und seiner Behauptung, dass die Texte real wären, viele soziale Probleme in den Problemvierteln der Vereinigten Staaten verstärken würde. Die Bezeichnungen von Frauen als Bitches oder Hoes solle die Wahrnehmung von amerikanischen Männer gegenüber den Frauen negativ beeinflussen. Zudem sollen Snoop Dogg und andere Hip-Hop-Künstler wie Dr. Dre, Eazy-E, Tupac Shakur etc. ihr Gangsterimage zu sehr auf die leichte Schulter nehmen und den Umgang mit Waffen zu selbstverständlich darstellen. Mariah Carey coverte als Reaktion auf die Diskussion den Song Ain’t no Fun, der als eines der Hauptbeispiele für frauenfeindliche Musik dargestellt wurde.

### Nachfolgende Werke
Snoop Dogg bezog sich in vielen anderen Projekten auf sein Debütalbum, so nannte er zum Beispiel sein Label Doggystyle Records und veröffentlichte auf nachfolgenden Alben Songs wie Who Am I (Whats my Name?) Part 2 oder Gin and Juice 2. Zudem drehte Snoop Dogg einen Pornofilm mit dem Titel Snoop Dogg’s Doggystyle, in dem mehrere Lieder des Albums verwendet wurden.

## Titelliste
Das Album umfasst 13 Titel und hat eine Spielzeit von etwa 53 Minuten.
| #  | Titel                            | Gastbeiträge                        | Produzent              | Länge |
| -- | -------------------------------- | ----------------------------------- | ---------------------- | ----- |
| 1  | Bathtub                          |                                     |                        | 1:50  |
| 2  | G-Funk Intro                     | “Lady of Rage”                      | Dr. Dre                | 2:24  |
| 3  | Gin and Juice                    |                                     | Dr. Dre und Snoop Dogg | 6:44  |
| 4  | Tha Shiznit                      |                                     | Dr. Dre                | 4:03  |
| 5  | Lodi Dodi                        |                                     | Dr. Dre                | 4:24  |
| 6  | Murder was the Case              |                                     | Dr. Dre und Snoop Dogg | 3:38  |
| 7  | Serial Killa                     | Kurupt, Daz Dillinger und RBX       | Dr. Dre                | 3:35  |
| 8  | Who Am I (What’s my Name?)       |                                     | Dr. Dre und Snoop Dogg | 4:06  |
| 9  | For all my Niggaz and my Bitches | Kurupt, Daz Dillinger, Lady of Rage | Dr. Dre                | 4:42  |
| 10 | Ain’t no Fun                     | Nate Dogg, Kurupt, Warren G         | Dr. Dre                | 4:07  |
| 11 | Doggy Dogg World                 | Daz Dillinger, Kurupt               | Dr. Dre                | 5:05  |
| 12 | Gz and Hustlaz                   |                                     | Dr. Dre und Snoop Dogg | 3:51  |
| 13 | Pump Pump                        | “Lil’ Hershey Loc (Malik)”          | Dr. Dre                | 3:42  |

## Songs
Bathtub
Der Titel Bathtub ist das Intro des Albums, das auf der unzensierten Version zu finden ist. Snoop Dogg befindet sich mit einer Frau in einer Badewanne, als plötzlich seine Freunde bei ihm erscheinen und ein Gespräch mit ihm beginnen. Im Intro kommen neben Snoop Dogg auch Warren G und Kurupt vor. Der Titel dauert 1:50 Minuten und handelt von Snoop Dogg, der mit seiner Berühmtheit nicht mehr klarkommt und daran denkt, aufzuhören, Warren G ihn allerdings davon abhält.
G-Funk Intro
Der Song ist ein Upbeat-Titel, den er mit Lady of Rage rappt. Es ist ein G-Funk-Song, in dem Snoop Dogg nur einen kleinen Teil übernimmt. Der Track enthält zudem Vocals von Dr. Dre und ist ein reiner Representer-Track.
Gin and Juice
Charakteristisch für diesen Song ist der Synthesizer, der die Melodie unterstützt. Der Song handelt vom Leben des „Gangsters“ Snoop Dogg und enthält Vocals von Kurupt und Daz Dillinger. Zu dem Song wurde ein Video gedreht, in dem auch der erste Auftritt des damals sechsjährigen Lil Bow Wow. Der Song war die zweite Singleauskopplung, belegte Platz 1 der American Hot Rap Singles und wurde für einen Grammy als Best Solo Rap Performance nominiert.
Tha Shiznit
Musikalisch vergleichbar mit dem zweiten Track, ist der Song stark vom G-Funk beeinflusst. Der Song wurde unter anderem im Intro von The Notorious B.I.G.s Album Ready to Die gesampelt.
Lodi Dodi
Dieser Song wurde mit Nancy Fletcher aufgenommen und ist ein Remix eines Songs von Slick Rick. Der Song handelt von einer älteren Frau, mit der Snoop Dogg Geschlechtsverkehr hat und die ihn danach nicht mehr in Ruhe lässt. Laut Aussagen des Rappers handelt es sich im Song um eine wahre Begebenheit. Der Song wurde nicht offiziell als Single ausgekoppelt, belegte aber trotzdem in den American Hot Rap Singles den ersten Platz.
Murder Was the Case
Dieser Track beginnt mit einer Unterhaltung zwischen zwei Freunden, in die sich ein Unbekannter einmischt und nach den Worten „Hey! You’re Snoop Dogg, Snoop Doggy Dogg?“ plötzlich eine Schießerei beginnt. Darauf rappt Snoop Dogg über einen Komazustand nach einem Schuss. Der Song bezieht sich auf die Verurteilung Snoop Doggs im Jahr 1993.
Serial Killa
Der Song handelt von mehreren Möglichkeiten zu sterben, die Snoop Dogg, Dat Nigga Daz, Kurupt und The D.O.C. beschreiben.
Whats my Name?
Der Song war die erste Singleauskopplung und kam auf Platz 8 der Billboard Hot 100. Zu dem Song wurde auch ein Musikvideo gedreht, das in den Hot Rap Videos auf Platz 1 gewählt wurde. Es handelt von Snoop Dogg, der mit einer Frau schläft und dabei das Haus verwüstet. Der Vater des Mädchens, der der Frau das Treffen mit Snoop Dogg verboten hatte, stürmt wütend in das Haus, um die beiden in flagranti zu erwischen, worauf sich Snoop Dogg in einen Hund verwandelt und aus dem Fenster flüchtet. Der Rest des Videos zeigt Snoop Dogg an verschiedenen Stellen in Long Beach. Der Song belegte Platz 1 der American Hot Rap Singles und wurde dreifach mit Platin ausgezeichnet.
For all my Niggaz and Bitches
Tha Dogg Pound und The Lady of Rage, die beim selben Plattenlabel wie Snoop Dogg unter Vertrag standen, übernehmen bei diesem Track den Großteil der Rap-Passagen des Stücks.
Ain’t no Fun
In diesem Rap-Track wirkten wieder mehrere Rapper wie Kurupt, Nate Dogg und Warren G mit. Der Song handelt davon, wie Rapper mit Frauen umgehen. Der Song wurde von vielen Jugendschutzvereinen als frauenverachtend eingestuft und ist stark vom G-Funk beeinflusst.
Doggy Dogg World
Das Lied hat drei Teile, von denen die Rapper Daz, Kurupt und Snoop Dogg je einen übernehmen. Der Backgroundgesang wird von der Soulband The Dramatics übernommen. Der Song wurde als dritte Single ausgekoppelt, konnte allerdings nicht an den Erfolg der ersten beiden Singles anknüpfen und erreichte seine Höchstplatzierung in Großbritannien auf Platz 35.
Gz and Hustlas
Gz and Hustlas hat ein hohes Raptempo und wird von Synthesizern untermalt. Dieser Song ist signifikant für den Rest des Albums und geht ebenfalls in die Richtung G-Funk. Der Song enthält Samples aus dem Film The Wash.
Pump Pump
Dieser Song enthält ein Feature von Malik und ist das Outro des Albums. Der Song ist aggressiv und sehr basslastig, hat aber dennoch ein hohes Raptempo.

## Covergestaltung
Das Cover ist gezeichnet. Snoop Dogg wird als Hund dargestellt und sitzt auf einer gelb-roten Hütte mit einem Schild, auf dem „Beware of Dogg“ steht. Er trägt eine Kette und ein kariertes Hemd, während in der Hütte eine als Frau dargestellte, nackte Hündin liegt. Im Hintergrund ist eine rote Mauer zu sehen, auf der Doggystyle steht. Auf der Mauer sind drei Hunde zu sehen, die Sprechblasen mit den Sätze „Why must I feel like dat“, „Why must I chase Da Cat“ und „Nuttin' but Da Dogg in Me“ besitzen. Hinter der Wand steht ein Hundefänger, der Snoop beobachtet und per Pfeil mit entsprechender Aufschrift als „Dat mean old Dogg Catcha“ bezeichnet wird. Unten an der Wand sitzt eine Maus mit der Sprechblase „Snoop is always on top of things“. Oben links steht in schwarz-gelber Schrift „Snoop Doggy Dogg“. Das Artwork wurde vom Künstler Joe Cool gezeichnet, der laut eigenen Aussagen die Themen des Albums widerspiegeln wollte.

## Rezeption
| Professionelle Bewertungen | Professionelle Bewertungen |
| -------------------------- | -------------------------- |
| Kritiken                   |                            |
| Quelle                     | Bewertung                  |
| Allmusic                   | [ 21 ]                     |
| Rolling Stone              | [ 22 ]                     |
| The Source                 | [ 23 ]                     |
| laut.de                    | [ 24 ]                     |
| Yahoo Music                | [ 25 ]                     |
| Freezee                    | [ 26 ]                     |

Doggystyle ist für viele Kritiker und den Künstler selber sein bestes Album. So gab Allmusic dem Album 5 von 5 Sternen und schrieb: „Doggystyle ist schlicht ein beinahe perfektes Album. Während man bei Songs wie Murder was the Case denkt, er ist ein sehr guter Rapper, denkt man bei Songs wie Lodi Dodi oder Ain’t no fun, er ist ein Genie.“ Ähnlich urteilte das Rolling Stone Magazine, das auch 5 von 5 Sternen vergab: „Doggystyle ist eine Mischung aus witzigen Wortspielen und harten oder lustigen Beats. Die 55 Minuten vergehen wie im Flug, und man kann das Album immer und immer wieder hören, sogar ohne auf die Skiptaste zu drücken.“ laut.de nahm den Tonträger rückblickend in ihrer Rubrik „Meilensteine“ unter die Lupe und gab Doggystyle 5 von 5 Punkten. Von der Hip-Hop-Zeitschrift The Source wurde Doggystyle in die Liste der besten Hip-Hop-Alben aller Zeiten aufgenommen und bekam die Höchstwertung von 5/5 Mics. Von About.com wurde das Album auf den letzten Platz der „10 Essential Hip-Hop Albums“ gewählt.

## Kommerzieller Erfolg

### Chartplatzierungen
Doggystyle war es eines der ersten Hip-Hop-Alben, die Platz 1 der Billboard 200 erreichten.
| ChartsChartplatzierungen       | Höchstplatzierung | Wochen |
| ------------------------------ | ----------------- | ------ |
| Deutschland (GfK)              | 21 (20 Wo.)       | 20     |
| Österreich (Ö3)                | 35 (3 Wo.)        | 3      |
| Schweiz (IFPI)                 | 24 (11 Wo.)       | 11     |
| Vereinigte Staaten (Billboard) | 1 (76 Wo.)        | 76     |
| Vereinigtes Königreich (OCC)   | 38 (34 Wo.)       | 34     |

| ChartsJahrescharts (1994) | Platzierung |
| ------------------------- | ----------- |
| Deutschland (GfK)         | 78          |

### Auszeichnungen für Musikverkäufe
Doggystyle wurde laut Quellen weltweit mehr als 11 Millionen Mal verkauft. Das Album konnte bereits in der ersten Verkaufswoche in den USA Platin für über eine Million verkaufte Einheiten verbuchen.
| Land/Region                  | Auszeichnungen für Musikverkäufe (Land/Region, Auszeichnung, Verkäufe) | Verkäufe  |
| ---------------------------- | ---------------------------------------------------------------------- | --------- |
| Frankreich (SNEP)            | Gold                                                                   | 100.000   |
| Kanada (MC)                  | Platin                                                                 | 100.000   |
| Vereinigte Staaten (RIAA)    | 4× Platin                                                              | 6.957.800 |
| Vereinigtes Königreich (BPI) | Platin                                                                 | 300.000   |
| Insgesamt                    | 1× Gold · 6× Platin ·                                                  | 7.457.800 |

Hauptartikel: Snoop Dogg/Auszeichnungen für Musikverkäufe